# Torah Umesorah (organización)
Torah Umesorah - National Society for Hebrew Day Schools (en hebreo: תורה ומסורה) es una organización educativa ortodoxa judía, situada en los Estados Unidos, que promueve una educación religiosa, basada en la Torá, ubicada en América del Norte, y que mantiene una red privada de escuelas judías afiliadas.

## Historia

### Introducción
A principios del siglo XXI, la red contaba con 760 escuelas de día, donde estudiaban 250.000 alumnos. Torah Umesorah ha establecido yeshivot y colegios, en cada ciudad que cuenta con una población judía significativa. El rabino Joshua Fishman fue vicepresidente ejecutivo desde 1980-2007. El director nacional en 2015 fue Rabino David Nojowitz.
Torah Umesorah, es una asociación nacional de escuelas judías de los EE. UU. Empezó en 1944 durante la Segunda Guerra Mundial, en una época cuando los Estados Unidos de América estaban en guerra con las potencias del Eje, mientras los judíos de Europa estaban siendo asesinados en el Holocausto cometido por los nazis. El Rabino Shraga Feivel Mendlowitz y otros rabinos fundaron la asociación Torah Umesorah para desarrollar una red de escuelas judías en América del Norte.

### Fundación de Torah Umesorah
El Rabino Mendlowitz nació en Hungría, y sirvió como jefe de la Yeshivá Torah Vodaath situada en Brooklyn, Nueva York. Mendlowitz seleccionó a Joseph Kaminetsky en 1945 para ser el primer director a tiempo completo. Sirvió hasta 1980, supervisando el establecimiento de las escuelas ortodoxas de día, y centenares de instituciones por todo el país. Kaminetsky obtuvo un doctorado en el Colegio de Maestros de Columbia.
En 1944 había pocas escuelas de día judías en los EE. UU. A finales del siglo XX, Torah Umesorah había desarrollado más de 600 yeshivot y escuelas de día en los Estados Unidos y en Canadá, matriculando a más de 170.000 alumnos judíos. El lema de la organización es: "Torá y Tradición".

### Holocausto judío
Los judíos americanos estaban impactados cuando descubrieron la escala y la mortandad del Holocausto judío, que tuvo lugar durante la Segunda Guerra Mundial, seis millones de judíos habían sido asesinados por los nazis, y las comunidades judías de Europa, habían sido diezmadas y los centros de aprendizaje de la Torá habían sido destruidos. Muchos judíos americanos habían perdido a sus familiares en Europa.
Además, más de medio millón de judíos de EE. UU. habían servido en las Fuerzas Armadas de los Estados Unidos, algunos participaron en la liberación de los campos de concentración, o habían trabajado con los millones de ciudadanos europeos desplazados, ubicados en campos de refugiados después de la guerra, incluyendo a algunos judíos que trataban de descubrir si algunos de sus familiares habían sobrevivido.
Muchos judíos americanos simpatizaban con las llamadas de los rabinos para asegurar una educación judía para sus hijos, al menos hasta llegar a la edad de hacer el Bar Mitzvá (12-13 años). Además, la mayor parte de judíos de EE. UU. se sentían orgullosos cuando fue fundado el Estado de Israel, debido en parte a la dura lucha de los sionistas europeos que habían emigrado allí cuando el país formaba parte del Mandato Británico de Palestina.
Los Estados Unidos fueron la primera nación en reconocer de manera oficial al nuevo estado judío. Con un renovado compromiso con el judaísmo, los judíos americanos querían estar seguros de que sus hijos aprenderían el idioma hebreo, conectarían con el núcleo del judaísmo y los estudios religiosos, y tendrían la oportunidad de aprender varias asignaturas seculares.
Las nuevas escuelas judías, se creía que eran un medio para conseguir los nuevos objetivos del aprendizaje judío, todo ello bajo los auspícios de la religión. Los padres creían que si sus hijos estudiaban en el Jéder y en el Talmud Torá, eso por sí solo no sería suficiente para adquirir un compromiso con el judaísmo, y convertirse en adultos religiosos y practicantes. Después del establecimiento de Torah Umesorah, sus escuelas afiliadas atraían a muchos estudiantes, los padres de esos alumnos se animaron para matricular a sus hijos en institutos judíos, para mantener el compromiso de los estudiantes con el judaísmo. Transferir a los alumnos judíos desde los institutos públicos durante la adolescencia, se consideraba un riesgo, ya que estaban sujetos a muchas influencias del mundo exterior.

### Instituciones jasídicas
En el área metropolitana de Nueva York y Nueva Jersey, particularmente en diversas áreas de Brooklyn, varias sectas jasídicas como Bobov, Satmar, Vizhnitz y otros grupos, atraían a muchos seguidores. La educación en las yeshivot jasídicas es más fundamentalista que en las escuelas promovidas por Torah Umesorah. Una de estas organizaciones más notables es Merkos L'Inyonei Chinuch, fundada en 1942 por el Rabino Iosef Itzjak Schneerson, el Rebe de la dinastía jasídica Jabad-Lubavitch.   
Los supervivientes del Holocausto que emigraron a los Estados Unidos durante los años posteriores a la Segunda Guerra Mundial, solían apoyar la educación en las escuelas judías ortodoxas de día. Ellos querían que sus hijos se indentificasen como judíos y pudieran practicar su religión de manera que esta pudiera continuar. Por ejemplo, la Yeshivá  Mir de Brooklyn, no tenía la menor intención de emular los objetivos educativos de la sociedad judía secular. 
Ellos mandaban a sus hijos en edad de recibir educación secundaria, a las yeshivas (los chicos), y las escuelas Bais Yaakov (las chicas), la mayor parte del plan de estudios estaba dedicada íntegramente al estudio del Talmud babilónico, y al aprendizaje de la literatura rabínica (los chicos), y al estudio del Tanaj y las leyes y costumbres judías (las chicas). Todo ello era combinado con una ferviente adoración judía. Estas nuevas instituciones prosperaban, y seguían las líneas marcadas por los directores de las yeshivot, y por los rabinos jasídicos. 

### SiglosXXyXXI
El Sr. Kaminetsky sirvió desde 1945, hasta 1980 como director ejecutivo de Torah Umesorah. En 1945, había pocas escuelas judías de día fuera de la Ciudad de Nueva York. En 1946, la Ciudad de Nueva York tenía alrededor de 7.000 alumnos repartidos en 27 yeshivot de diversos tamaños.
En el momento de su defunción en 1999, Kaminetsky había fundado centenares de escuelas judías de día, por todo el país, en las cuales estaban matriculados más de 160.000 niños. El Rabino Joshua Fishman sucedió a Kaminetsky, y sirvió como vicepresidente ejecutivo hasta su jubilación, que tuvo lugar en junio de 2007. Fishman era un fiel discípulo del Rabino Yitzchok Hutner (1906-1980), el cual era uno de los líderes de la organización rabínica Agudath Israel de América. El actual director nacional, es el Rabino David Nojowitz. El rabino regresó a los Estados Unidos para aceptar el cargo, después de haber servido como director de una yeshivá en Melbourne, Australia, durante 25 años. En 2008 Torah Umesorah tenía un presupuesto anual de 39$ millones de dólares estadounidenses, durante ese año se publicaron las cuentas de la organización.  
Hacia finales del siglo XX, los dirigentes de Torah Umesorah encontraron que los profesores y los maestros de las escuelas jaredíes y jasídicas ultraortodoxas consultaban con su personal para mejorar sus clases, y aprender habilidades educativas modernas, y poner en práctica diversas técnicas que ellos no aprendieron durante su periodo de formación en la yeshivá. Los educadores de Torah Umesorah, empezaron a impartir clases regulares, para mejorar la formación de los futuros maestros y directores de las yeshivot.
Torah Umesorah ha trabajado para encontrar fuentes de financiación, para establecer nuevos colegios y escuelas de graduación talmúdica, en cualquier comunidad judía que desea poner en marcha la infraestructura, y asumir los costes económicos necesarios para llevar adelante ese proyecto. Algunos jóvenes rabinos y sus esposas (rebetzin), han aceptado el trabajo de educadores en las escuelas judías locales.